# Ожеван Микола Андрійович
Ожева́н Мико́ла Андрі́йович (* 11 жовтня 1947, с. Ломачинці, Сокирянський район, Чернівецька область, Україна) — доктор філософських наук, професор, публіцист, громадсько-політичний діяч.
Почесний громадянин села Ломачинці.

## Життєпис
Народився 11 жовтня 1947 року в селі Ломачинці Сокирянського району Чернівецької області, Україна.
Виховувався у сім'ї дідуся по матері, настоятеля Свято-Михайлівського храму у селі Ломачинці, священника о. Макарія Михайлюка (р. н. 1890 — р. с. 1970).
Мати, Ожеван (Михайлюк) Текля Макарівна (р. н. 1922 — р. с. 1994) була псаломщиком і регентом церковного хору.
На формування світогляду сильно вплинули друзі дитинства, — майбутній письменник Іван Семенович Нагірняк, майбутній академік Яків Серафимович Гуков та майбутній невтомний краєзнавець села Ломачинці та Сокирянщини Михайло Михайлович Шундрій.
Закінчив із золотою медаллю Ломачинецьку середню школу, з відзнакою — Чернівецький медичний інститут (нині Буковинський державний медичний університет, БДМУ) (1971), ординатуру при кафедрі патологічної анатомії цього ж інституту (1973), аспірантуру без відриву від виробництва (1978) та докторантуру при кафедрі філософії природничих факультетів (нині — філософії і методології науки) Філософського факультету Київського національного університету ім. Тараса Шевченка (1991).
Одружений. Дружина — Ожеван (Ковальчук) Тетяна Іванівна, 1949 р. н., лікар-невропатолог. Донька — Малкович Наталя Миколаївна, 1971 р. н., випускниця БДМУ, доцент кафедри пропедевтики внутрішніх хвороб БДМУ. Донька — Ільчук Ірина Миколаївна, 1977 р. н., випускниця філософсько-теологічного факультету Чернівецького національного університету імені Юрія Федьковича та юридичного факультету Київського національного університету культури і мистецтв, підприємець.

### Трудова діяльність
1971 р. — старший лаборант лабораторії соціологічних досліджень Чернівецького медичного інституту (ЧМІ).
1972—1973 рр. — клінічний ординатор кафедри патологічної анатомії ЧМІ.
1973—1974 рр. — дійсна служба в Збройних Силах СРСР (військовий лікар в одному з госпіталів Групи Радянських Військ в Німеччині).
1974—1978 рр. — асистент кафедри патологічної анатомії ЧМІ.
1978—1982 рр. — викладач, старший викладач кафедри суспільних наук ЧМІ.
1982—1988 та 1991—1997 рр. — завідувач кафедри суспільних наук ЧМІ.
1988—1991 рр. — докторант філософського факультету Київського національного університету імені Тараса Шевченка (кафедра філософії природничих факультетів).
1997—1998 рр. — професор кафедри соціальної гігієни, організації охорони здоров'я та суспільних наук ЧМІ.
1994—1996 рр. — директор Чернівецької філії Української асоціації народної медицини — УАНМ та ректор Чернівецького медичного інституту УАНМ (на засадах сумісництва).
1998—2010 рр. — завідувач відділу інформаційної безпеки та міжнародних інформаційних відносин Національного інституту українсько-російських відносин при РНБО України (з березня 2001 року — Національний інститут проблем міжнародної безпеки, ліквідований у 2010 р. Указом президента Віктора Януковича).
З 2010 р. — головний науковий співробітник Національного інституту стратегічних досліджень при Президенті України (відділ інформаційної безпеки та розвитку інформаційного суспільства).
На засадах сумісництва активно співпрацював із вишами м. Києва.
1999—2006 рр. — професор Інституту державного управління та права при Київському національному університеті культури і мистецтв (КНУКІМ).
2006—2007 рр. — завідувач кафедри філософії КНУКІМ.
2007—2012 рр. — завідувач кафедри міжнародних відносин КНУКІМ.
1999—2004 рр. — професор кафедри політології та Могилянської школи журналістики Національного університету «Києво-Могилянська академія».
2013—2015 рр. — професор кафедри філософських та соціальних наук Київського національного торговельно-економічного університету.
З 2002 р. — професор кафедр міжнародних комунікацій та зв'язків з громадськістю (згодом — кафедра міжнародних медіакомунікацій та комунікативних технологій) та міжнародної інформації Інституту міжнародних відносин Київського національного університету імені Тараса Шевченка.
З 2002 р. — професор кафедр суспільних наук та міжнародних відносин й суспільних комунікацій Університету економіки і права «Крок».

### Громадсько-політична діяльність
1993 — політконсультант Голови Української республіканської партії, народного депутата України Михайла Гориня (на громадських засадах).
1994 — участь у позачерговій виборчій кампанії як кандидат у народні депутати України до Верховної Ради України по Чернівецькому одномандатному виборчому округу.
1994—1997 рр. — голова Чернівецької обласної організації Ліберальної партії України (ЛПУ).
1997—1998 рр. — заступник керівника Центрального апарату Ліберальної партії України (на засадах сумісництва).
1997 р. — делегат від ЛПУ на Ювілейному конгресі Ліберального Інтернаціоналу (м. Оксфорд, Велика Британія).
1998 р. — участь у виборчій кампанії як кандидат у народні депутати України до Верховної Ради України по багатомандатному виборчому округу від Виборчого блоку партій «Партія праці та Ліберальна партія — РАЗОМ».
З 2002 р. — член Правлівння, виконавчий директор Українського синергетичного товариства.

## Наукові досягнення
- Кандидат філософських наук (1981)
- Доцент (1984)
- Доктор філософських наук (1993)
- Професор (1994)
- Заслужений діяч науки і техніки України (2009)

Напрями наукових досліджень: Філософія та методологія науки і техніки. Наукове та анлітичне обґрунтування документів законодавчого, нормативного, прогнозного і програмного характеру, спрямованих на розв'язання сучасних проблем суспільно-політичного розвитку та національної безпеки України.
Підготував як науковий консультант та науковий керівник докторів наук (В. М. Грубов, С. І. Даниленко, Д. В. Дубов) та кандидатів наук (Н. І. Зорій, Т. В. Мєдіна, Д. В. Дубов, В. В. Петров, Д. В. Кіслов, О. Ю. Гребініченко, Варивода Я. О., Запорожець О. Ю., Тищенко-Тишковець О. М., Бойчун С. О.).

### Праці
Автор понад 200 наукових, науково-педагогічних та науково-аналітичних праць, зокрема монографій (14), підручників, навчальних посібників та словників для вищих навчальних закладів (11), аналітичних доповідей (10).
- Методологический анализ гипотетико-дедуктивных концепций теоретической биологии. Дисс. … канд. философ. наук: 09.00.08. — К., 1981. — 209 с. Философские вопросы естествознания.
- Концепції людини в природничонауковому пізнанні (щодо оцінки альтернативних парадигм людиноцентризму та людинокосмізму) [Текст]. Дис… д-ра філос. наук: 09.00.08. — К., 1993. — 294 с.

- Монографії

Проблемы методологии в современном естествознании. Монография / соавт. Костюк Н. Т., Лутай В. С., Пикашова Т. Д., Соловей Л. А. — К.: Вища школа, 1987. — 316 с.
Социально-гуманистические и экономические проблемы социалистического образа жизни. Монография / соавт. А. Г. Ткачук, В. А. Троянский, — М.: ИНИОН АН СССР. Депонированная рукопись. 1987.
Технология и методология. Монография / соавт. Костюк Н. Т., Костев В. М., Лутай В. С., Пикашова Т. Д., Соловей Л. А., Чуйко В. Л. — К.: УкрНТИ, Депонированная рукопись. 1991.
Людський вимір науки та наукові «виміри» людини. Монографія. — Київ: Либідь, 1992.
Українсько-російські відносини: Гуманітарний вимір / ред О. П. Лановенко. — К.: НІУРВ, 1998.
Україна та Росія у системі міжнародних відносин: Стратегічна перспектива /  Наук. ред. Б. О. Парахонський; Гол. ред. С. І. Пирожков. — К.: Національний Інститут Проблем Міжнародної Безпеки, 2001.
Аналітика, експертиза, прогнозування [Текст] / співавт. Є. А. Макаренко, М. М. Рижков, О. В. Зернецька, І. А. Валевська. — К.: Науково-видавничий центр «Наша культура і наука», 2003.
Українська дипломатична енциклопедія: у 2 томах. / Редколегія: Губерський Л. В. та ін. — К.: Знання України. 2004.
Українська дипломатична енциклопедія: у 5 томах / Редколегія: Губерський Л. В. та ін. — К.: Знання України, 2013.
Трудова міграція громадян України. Біла книга [Текст]; ред. В. Я. Шибко / співавт. О. У. Хомра, Т. П. Петрова, В. І. Нагорний, О. Г. Примак, В. Я. Шибко. — К.: ВПЦ «Київський університет», 2006.
Інформаційна політика України: європейський контекст. [монографія] / співавт. Л. В. Губерський, Є. Є. Камінський, Є. А. Макаренко та ін. — К.: Либідь, 2007. — 360 с.
Європейські комунікації: Монографія / співавт. Є. А. Макаренко, Рижков М. М. та ін.. — К.: Центр вільної преси, 2007.
Світова гібридна війна: український фронт / співавт. В. П. Горбулін та ін. — Київ: НІСД, 2017.
Homo ex machina. Філософські, культурологічні та політичні передумови формування конвергентного суспільства / співавт. Д. В. Дубов — К.: НІСД, 2017.
Підручники та навчальні посібники
Методические указания по курсу диалектического материализма / соавт. Огородник В. В., Троянский В. А. Черновцы: Обллитиздат, 1978. — 59 с.
Закон отрицания отрицания. Учебно-методический комплекс (в соавт. с Гончаренко В. В., Киселевым В. Л.). К.: Изд. Минвуза УССР. 1985.
Формирование диалектико-материалистического мировоззрения студентов на кафедре биологии медицинского института / соавт. В. П. Пишак, Т. Е. Дьякова. — Черновцы: Облполиграфиздат, 1988.
Человек как философская и естественнонаучная проблема. Научно-методическое пособие по спецкурсу для студентов естественных факультетов / Программы спецкурсов по актуальным проблемам естествознания, науки и техники для студентов естественных факультетов. К.: Изд. КГУ им. Т. Г. Шевченка, 1990.
Інформаційне суспільство. Антологія (співавтори та співукладачі Є. А. Макаренко, Л. М. Новохатько, Г. А. Піскорська). К.: Центр вільної преси, 2006.
Зовнішньополітичні комунікативні технології. Підручник / співавт. Бєлоусова Н. Б., Запорожець О. Ю., Кучмій О. П., Макаренко Є. А., Піпченко Н. О., Рижков М. М., Фролова О. М., Шевченко О. В. — К.: Центр вільної преси, 2015.
Міжнародна інформаційна безпека: теорія і практика. Підручник / співавт. Є. А. Макаренко, М. М. Рижков, О. П. Кучмій, О. М. Фролов. — К.: Центр вільної преси, 2016.
Інформаційні війни. Відеокурс // Prometheus — український громадський проект масових відкритих онлайн-курсів.
Словники
Короткий словник філософсько-медичних термінів (у співавт. з В. А. Троянським). Чернівці: Прут, 1998.
Основи філософії культури [Текст]: словник: Для студ. вищих навч. закл. / співавт. Н. Г. Джинчарадзе, А. В. Толстоухов, О. В. Кундеревич, М. П. Недюха. — К.: Знання України, 2004.
Основи громадянського суспільства [Текст]: слов. для студ. вищ. навч. закл. (у співавт. з Н. Г. Джинчарадзе, А. В. Толстоуховим, В. В. Туренко, О. І. Стадніченко, Р. М. Стадніченко, Т. О. Гуржієм, Б. В. Слющинським, Р. В. Біркович, І. І. Прокопчук, С. П. Дмитренко). — К.: Знання України (Університет сучасних знань). 2006.
Понятійно-термінологічний словник з ідеологічної роботи у Збройних Силах України / співат. Добржанська О. Л. та ін. — К.: Міністерство оборони України / Науково-дослідний центр гуманітарних проблем Збройних Сил України, 2016. — 191 с.
Аналітичні доповіді
Інтеграція і різноманітність: нові тенденції політики України в сфері масової інформації та нових комунікативних послуг [Текст]: Інформаційна доповідь: Спец. видання до 7-ї Європ. міністерської конф. з питань політики у сфері засобів масової інформації / співавт. Л. В. Губерський та ін. — К.: [б. в.], 2005. — 120 с.: іл.
Відкритість і прозорість української влади в умовах її реформування: експертний круглий стіл, (Київ, 30 листопада 2007 р.) / відп. ред. М. А. Ожеван. — К.: Фоліант, 2008. — 120 с.
Гідна праця та трудова міграція в Україні [Текст]: міжнар. експерт. круглий стіл., Київ, 25 листоп. 2008 р.: [матеріали]: зб. / заг. ред. М. Ожеван. К.: Рада національної безпеки і оборони України, Національний ін-т проблем міжнародної безпеки, 2009. — 112 с.
Актуальні проблеми міжнародної безпеки: український вимір [Текст]: матеріали круглих столів, семінарів та конференцій, проведених Національним інститутом проблем міжнародної безпеки. / Заг. ред. О. С. Власюк; ред. О. С. Бодрук, І. Є. Корнілов, М. А. Ожеван, Б. О. Парахонський, М. М. Розумний, Л. П. Токар. К.: Вид. дім «Стилос», 2010. — 688 с.
Майбутнє кіберпростору та національні інтереси України: нові міжнародні ініціативи провідних геополітичних гравців: аналіт. доп. (у співавт. з Д. В. Дубовим). — К.: НІСД, 2012.
Інформаційні технології як фактор суспільних перетворень в Україні: зб. аналіт. доп. [у співавт. з С. Л. Гнатюком та Т. О. Ісаковою]. — К.: НІСД, 2011.
На шляху до «розумного суспільства»: інформаційні технології як фактор суспільних перетворень в Україні: аналіт. доп. (у співавт. з С. Л. Гнатюком / заг. редакцією Д. В. Дубова). К.: НІСД,, 2011.
Широкосмуговий доступ до мережі Інтернет як важлива передумова інноваційного розвитку України: аналіт. доп. (у співавт. з Д. В. Дубовим). — К.: НІСД,, 2014.
Інформаційний суверенітет у сучасному цифровому просторі: аналіт. доп. / співавт. Д. В. Дубов. — К.: 2014. — 44 с.
Стан та проблеми забезпечення державної інформаційної політики: зона проведення АТО та окуповані території: аналіт. доп. / за заг. ред. Д. Дубова — К.: НІСД, 2016. — 135 с.